# Francia en la Copa Mundial de Fútbol de 1954
Francia fue una de las 16 selecciones participantes en la Copa Mundial de Fútbol de Suiza 1954, la cual es su cuarta participación en un mundial.

## Clasificación

### Grupo 4
| Pos. | País       | J | G | E | P | GF | GC | GD  | Pts |
| ---- | ---------- | - | - | - | - | -- | -- | --- | --- |
| 1    | Francia    | 4 | 4 | 0 | 0 | 20 | 4  | +16 | 8   |
| 2    | Irlanda    | 4 | 2 | 0 | 2 | 8  | 6  | +2  | 4   |
| 3    | Luxemburgo | 4 | 0 | 0 | 4 | 1  | 19 | −18 | 0   |

| 20-9-1953 | Luxemburgo | 1–6     | Francia                                                                     | Stade Municipal, Luxembourg, Luxemburgo |                        |
|           | Kohn 6'    | Reporte | Piantoni 5' · Kopa 10' · Cicci 41' · Glovacki 44' · Kargu 73' · Flamion 88' | Árbitro(s): Dörflinger                  | Árbitro(s): Dörflinger |

| 4-10-1953 | Irlanda                                     | 3–5     | Francia                                                    | Dalymount Park, Dublin, República de Irlanda |                     |
|           | Ryan 58' (pen.) · Walsh 83' · O'Farrell 88' | Reporte | Glovacki 23' · Penverne 40' · Ujlaki 50' 69' · Flamion 72' | Árbitro(s): Franken                          | Árbitro(s): Franken |

| 25-11-1953 | Francia      | 1–0     | Irlanda | Parc des Princes, Paris, Francia |                        |
|            | Piantoni 73' | Reporte |         | Árbitro(s): Van Nuffel           | Árbitro(s): Van Nuffel |

| 17-12-1953 | Francia                                                              | 8–0     | Luxemburgo | Parc des Princes, Paris, Francia |                      |
|            | Desgranges 2' 88' · Vincent 6' 10' · Fontaine 21' 75' 80' · Foix 57' | Reporte |            | Árbitro(s): Roeykens             | Árbitro(s): Roeykens |

## Jugadores
Estos fueron los 22 jugadores convocados para el torneo:

## Resultados
Francia fue eliminada en la fase de grupos.
| País       | J | G | E | P | GF | GC | PTS |
| ---------- | - | - | - | - | -- | -- | --- |
| Brasil     | 2 | 1 | 1 | 0 | 6  | 1  | 3   |
| Yugoslavia | 2 | 1 | 1 | 0 | 2  | 1  | 3   |
| Francia    | 2 | 1 | 0 | 1 | 3  | 3  | 2   |
| México     | 2 | 0 | 0 | 2 | 2  | 8  | 0   |

| 16 de junio de 1954 | Yugoslavia      | 1-0     | Francia | Stade Olympique de la Pontaise, Lausanne                       |                                                                |
|                     | Milutinović 15' | Reporte |         | Asistencia: 16 000 espectadores Árbitro(s): Benjamin Griffiths | Asistencia: 16 000 espectadores Árbitro(s): Benjamin Griffiths |

| 19 de junio de 1954 | Francia                                             | 3-2     | México                      | Charmilles Stadium, Geneva                                |                                                           |
|                     | Vincent 19' · Cárdenas 46' (a.g.) · Kopa 88' (pen.) | Reporte | Lamadrid 54' · Balcázar 85' | Asistencia: 19 000 espectadores Árbitro(s): Manuel Asensi | Asistencia: 19 000 espectadores Árbitro(s): Manuel Asensi |